# Cyrtandra grayana
Cyrtandra grayana är en tvåhjärtbladig växtart som beskrevs av Wilhelm B. Hillebrand. Cyrtandra grayana ingår i släktet Cyrtandra och familjen Gesneriaceae. Inga underarter finns listade i Catalogue of Life.